# Championnat d'Autriche de football 1941-1942
Navigation
Saison précédente Saison suivante
La saison 1941-1942 du Championnat d'Autriche de football était la 31e édition du championnat de première division en Autriche. La 1.Klasse est une des Gauligen mises en place par le régime nazi et le vainqueur du championnat se qualifie pour la phase finale du championnat allemand. Cette 4e édition de la Gauliga Donau-Alpenland regroupe donc 10 clubs au sein d'une poule unique où ils s'affrontent deux fois au cours de la saison, à domicile et à l'extérieur. En fin de championnat, les 2 derniers du classement sont relégués et remplacés par les 2 meilleurs clubs de 1.Klasse, la deuxième division autrichienne.
C'est le First Vienna FC qui remporte le championnat en terminant en tête du classement final, avec 4 points d'avance sur le FC Vienne et 6 sur le tenant du titre, le SK Rapid Vienne. C'est le 3e titre de champion d'Autriche de l'histoire du club, qui participe donc à la phase finale du championnat allemand 1942.

## Les 10 clubs participants
| - Wiener Sport-Club - SK Rapid Vienne - Wacker AC - First Vienna FC - Post SV Vienne - Promu de 2.Klasse A | - Floridsdorfer AC - SK Sturm Graz - Promu de 2.Klasse A - FC Vienne - FK Austria Vienne - SK Admira Vienne |

## Compétition

### Classement
Le barème utilisé pour établir le classement est le suivant :
- Victoire : 2 points
- Match nul : 1 point
- Défaite : 0 point

| Rang | Équipe                  | Pts | J  | G  | N | P  | Bp | Bc | Diff |
| ---- | ----------------------- | --- | -- | -- | - | -- | -- | -- | ---- |
| 1    | First Vienna FC         | 25  | 16 | 11 | 3 | 2  | 51 | 26 | +25  |
| 2    | FC Vienne               | 21  | 16 | 8  | 5 | 3  | 45 | 23 | +22  |
| 3    | SK Rapid Vienne T       | 19  | 16 | 8  | 3 | 5  | 39 | 30 | +9   |
| 4    | FK Austria Vienne       | 17  | 16 | 5  | 7 | 4  | 34 | 25 | +9   |
| 5    | Floridsdorfer AC        | 17  | 16 | 7  | 3 | 6  | 39 | 50 | -11  |
| 6    | Wacker AC               | 16  | 16 | 7  | 2 | 7  | 42 | 39 | +3   |
| 7    | Wiener Sport-Club       | 15  | 16 | 6  | 3 | 7  | 43 | 38 | +5   |
| 8    | SK Admira Vienne        | 13  | 16 | 5  | 3 | 8  | 43 | 40 | +3   |
| 9    | Post SV Vienne P        | 1   | 16 | 0  | 1 | 15 | 10 | 75 | -65  |
| 10   | SK Sturm Graz P forfait | 6   | 11 | 3  | 0 | 8  | 10 | 40 | -30  |

|  | Qualification pour la phase finale du championnat d'Allemagne |
|  | Relégation en 1.Klasse                                        |
|  | T Tenant du titre P Promu de 1.Klasse                         |

- Le club du SK Sturm Graz abandonne la compétition en cours de saison mais a la garantie de pouvoir participer au championnat la saison prochaine.

### Matchs
| Résultats (▼dom., ►ext.)                                   | FCVi | Firs | Aust | Flor | Post | Adm | RapV | Stur | Wack | WSC |
| FC Vienne                                                  |      | 1-2  | 1-1  | 3-3  | 4-0  | 4-1 | 2-2  | -    | 4-4  | 3-0 |
| First Vienna FC                                            | 0-4  |      | 1-1  | 7-2  | 6-0  | 5-4 | 4-1  | 1-0  | 2-1  | 5-1 |
| FK Austria Vienne                                          | 4-0  | 1-1  |      | 3-2  | 0-0  | 0-7 | 3-4  | 6-0  | 6-0  | 3-2 |
| Floridsdorfer AC                                           | 3-1  | 1-0  | 1-1  |      | 6-5  | 2-3 | 2-4  | -    | 4-4  | 2-5 |
| Post SV Vienne                                             | 0-8  | 0-6  | 1-5  | 0-2  |      | 0-6 | 1-3  | -    | 0-4  | 1-4 |
| SK Admira Vienne                                           | 0-0  | 3-4  | 3-2  | 1-2  | 6-2  |     | 0-4  | 1-2  | 2-3  | 2-2 |
| SK Rapid Vienne                                            | 0-4  | 0-1  | 2-2  | 10-2 | 2-0  | 1-1 |      | 8-1  | 2-1  | 2-1 |
| Sturm Graz                                                 | 0-3  | 0-4  | 0-2  | 3-0  | 3-1  | -   | -    |      | -    | -   |
| Wacker AC                                                  | 2-4  | 2-3  | 1-4  | 2-4  | 4-0  | 6-2 | 2-0  | 6-1  |      | 3-2 |
| Wiener Sport-Club                                          | 1-2  | 4-4  | 1-1  | 4-3  | 9-0  | 3-2 | 4-2  | 8-0  | 0-3  |     |
| - Victoire à domicile - Match nul - Victoire à l'extérieur |      |      |      |      |      |     |      |      |      |     |

## Bilan de la saison
| Championnat d'Autriche de football 1941-1942 |                            |
| Champion                                     | First Vienna FC (3e titre) |
| Coupes et trophées                           |                            |
| Vainqueur de la Coupe d'Autriche 1941-1942   | Non disputée               |
| Promotions et relégations                    |                            |
| Promus en Gauliga Donau-Alpenland            | Wiener AC                  |
| Promus en Gauliga Donau-Alpenland            | SG Reichsbahn              |
| Relégués en 1.Klasse                         | Post SV Vienne             |